# Tribunal de la Rota Romana
El Tribunal Apostólico de la Rota Romana (en latín: Tribunal Apostolicum Rotæ Romanæ) es ante todo el tribunal de apelación de la Santa Sede. Es el tribunal eclesiástico más alto de la Iglesia católica después del Tribunal Supremo de la Congregación para la Doctrina de la Fe y el Tribunal Supremo de la Signatura Apostólica. 
Existe además en la Santa Sede el Tribunal de la Penitenciaría Apostólica que, aunque se llama tribunal, dado que trata causas de fuero interno, su estructura y funcionamiento guardan poca relación con los de otros tribunales.

## Nombre
Se cree que el nombre de la Rota deriva del hecho de que en este tribunal los jueces rotan en el ejercicio de sus funciones de forma que en apelación es el mismo tribunal el que estudia la causa, pero con distintos jueces puesto que cambian según un turno que establece el juez decano. Otra consideración yace en el hecho de que los jueces se sientan en una mesa redonda (rota en italiano).[cita requerida]

## Historia
Su primera regulación data de 1331, en el pontificado de Juan XXII. El número de capellanes auditores fue fijado en 12 por Sixto V en 1472, mientras que Benedicto XIV definió su competencia en la constitución apostólica Iustitiæ et pacis en 1747. Gregorio XVI lo reformó en 1834 y Pío X relanzó el tribunal a partir de 1908, tras un periodo de práctica inactividad tras la toma de Roma por las tropas de Víctor Manuel II y la consiguiente unificación de Italia en 1870. Se elaboraron los reglamentos S. R. Rotæ et Signaturæ Apostolicæ (1908, reglamento común con el Tribunal Supremo de la Signatura Apostólica) y Regulæ servandæ apud S. R. Rotæ Tribunal (1910).
La regulación vigente en la actualidad es obra de Juan Pablo II (1994), se puede encontrar publicado en Acta Apostolicae Sedis nº 86. Un año más tarde el propio Pontífice se manifestó acerca del carácter de la aprobación de este nuevo reglamento, disponiendo que tal acto debía entenderse como aprobación de ley particular dada de forma específica, incluso en derogación de la ley universal. Así aparece en el Rescriptum ex Audientia Sanctissimi de 23 de febrero de 1995.

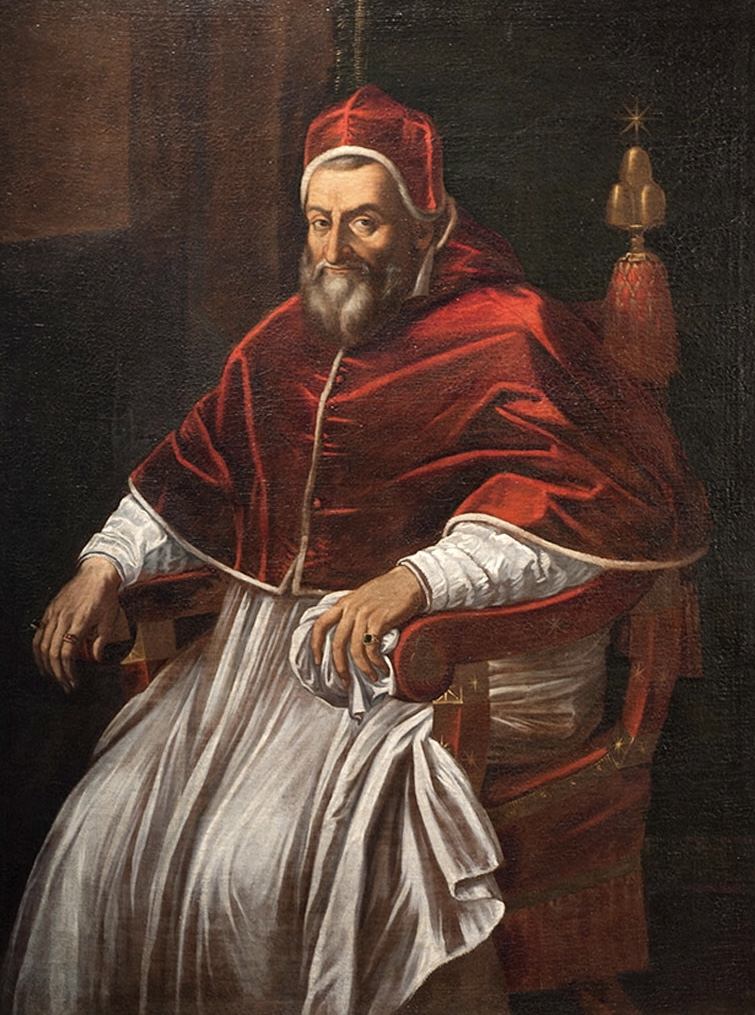
Sixto V
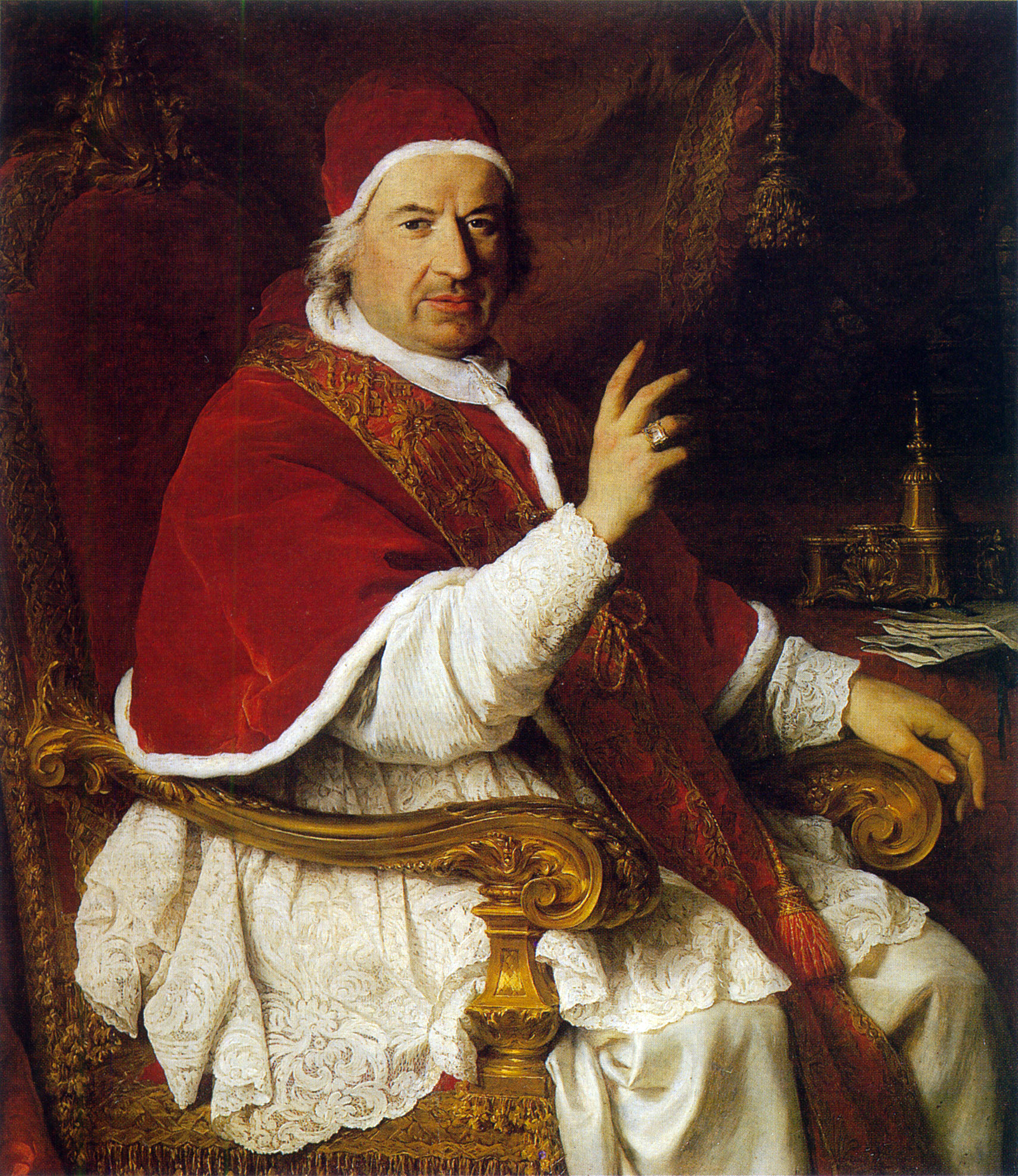
Benedicto XIV
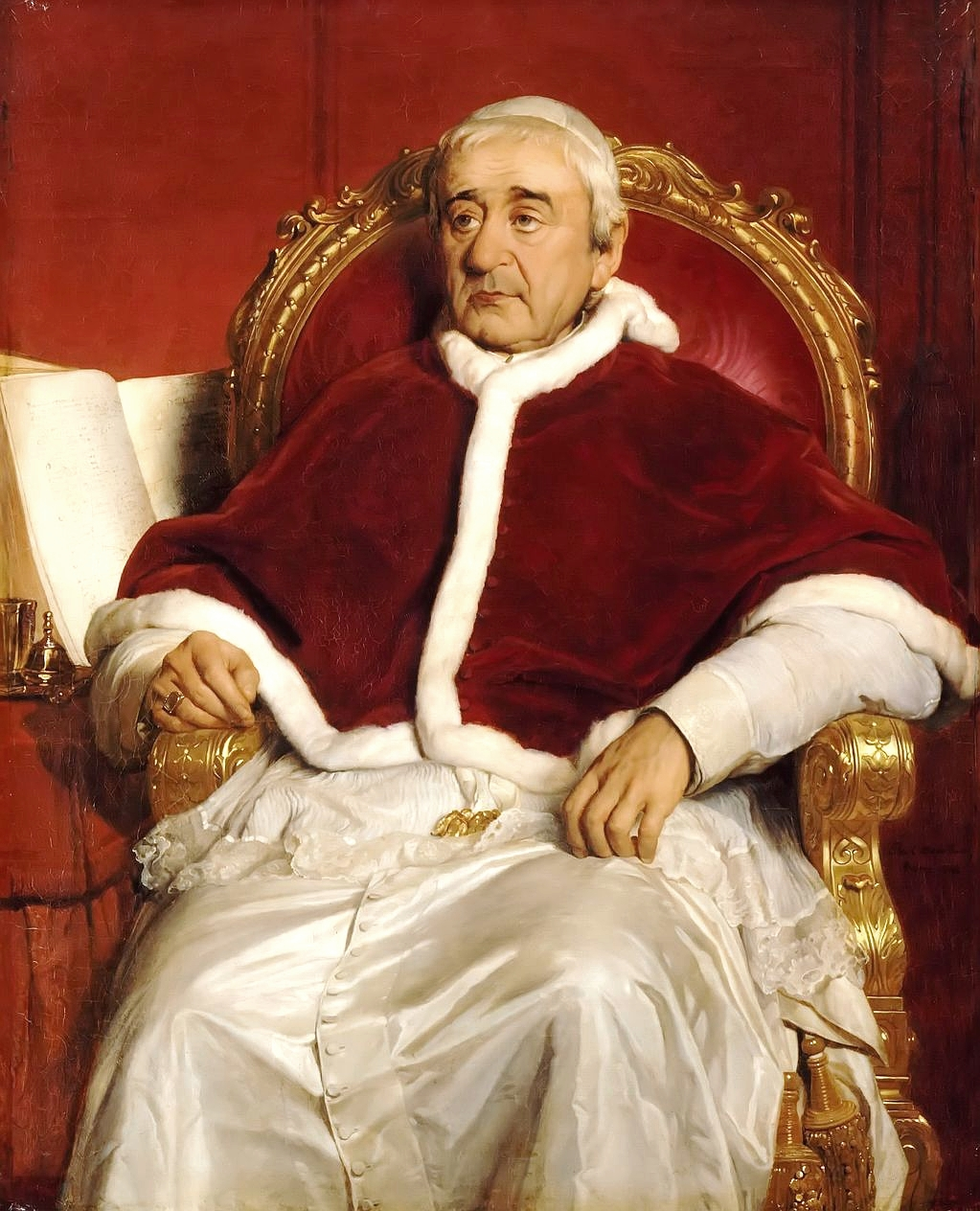
Gregorio XVI
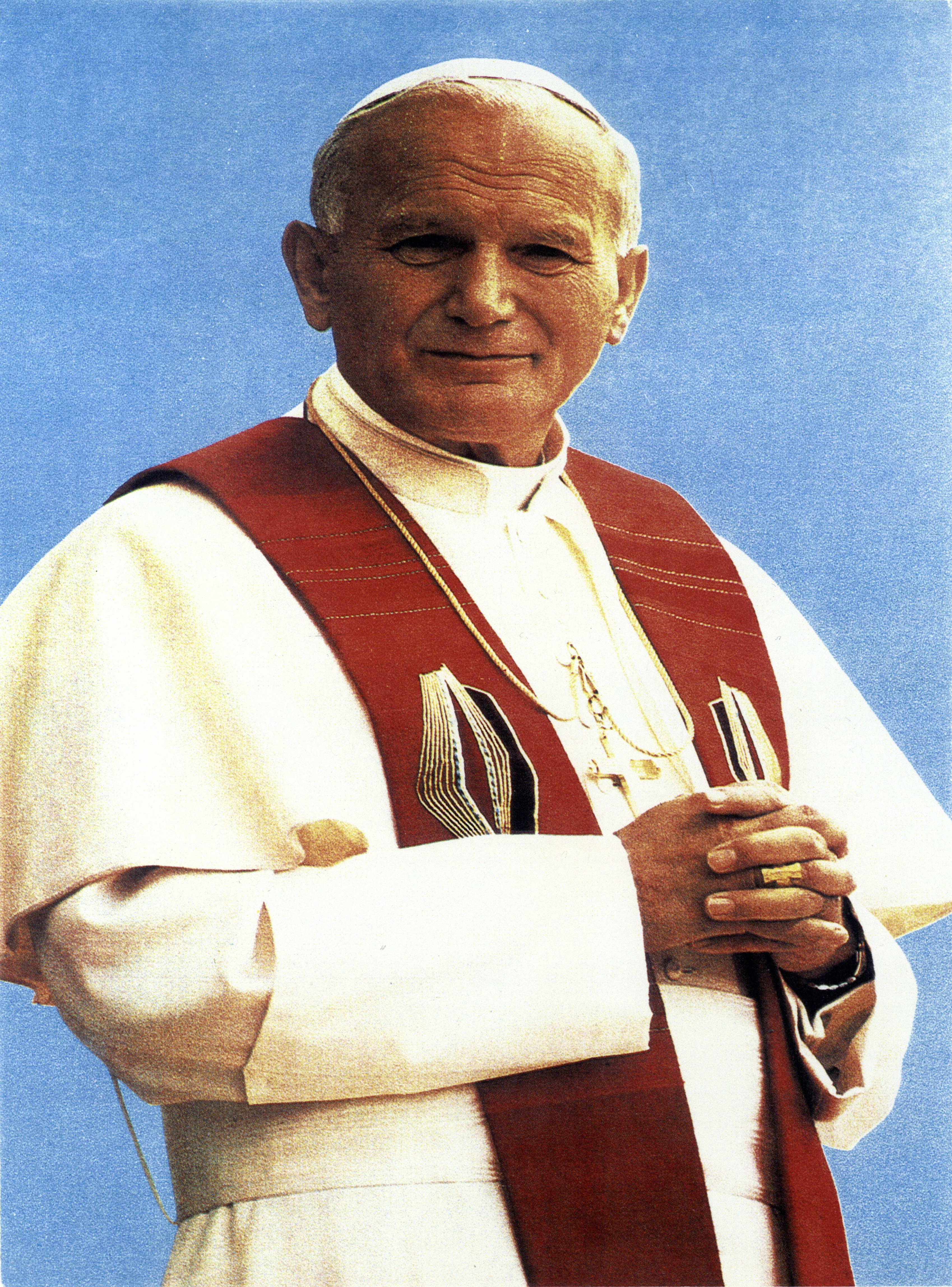
Juan Pablo II

## Actividad
El Tribunal de la Rota Romana es, básicamente, el tribunal de apelación del papa. Juzga:
- En primera instancia en materia civil, las causas en que los acusados son obispos diocesanos u otros obispos o entidades dependientes de la Santa Sede, y en cualquier otro caso que sea abogado por el pontífice, ya sea motu proprio o a instancia de las partes. Juzga también, a tenor del canon 1405, a los obispos, jefes de Estado, superiores de órdenes, etc.[2]
- En segunda instancia, las causas que ya han sido juzgadas por los tribunales ordinarios y en las que existe alguna apelación a la Rota.[3] Suelen ser casi siempre causas de declaración de nulidad matrimonial. Es también tribunal de apelación del Tribunal Eclesiástico de la Ciudad del Vaticano.
- En tercera y ulteriores instancias las causas que ya han sido juzgadas por los otros tribunales de apelación y por la misma Rota Romana (en este último caso, se constituye un nuevo turno para la nueva instancia).[3]

Durante el año 2006, el tribunal de la Rota Romana emitió 296 decisiones. 172 de ellas fueron sentencias definitivas referidas a causas de nulidad matrimonial. De ellas, 96 fueron de nulidad y 76 en favor del vínculo (entre las que hay que contar también 17 sentencias de confirmación de la sentencia afirmativa anterior). Se elaboraron 92 decretos incidentales y 15 decretos del decano. Durante el año se examinaron 1773 causas diversas.[cita requerida]
Con el motu proprio “Quaerit semper” del 30 de agosto de 2011, el Tribunal de la Rota ha pasado a ocuparse también de las causas de disolución de los matrimonios ratos y no consumados y de las causas de nulidad de la ordenación sacerdotal (de las que se ocupaba anteriormente la Congregación para el Culto Divino y la Disciplina de los Sacramentos). Benedicto XVI ha abolido con ese motu proprio los artículos 67 y 68 y modificado el 126 de la const. “Pastor bonus” sobre la curia romana, y ha creado una oficina específica en la Rota Romana para que se encargue en exclusiva de estos casos.[cita requerida]

## Composición

### Prelados Auditores
El Tribunal de la Rota está formado por prelados auditores (o jueces), que son nombrados por el papa; de entre ellos, el decano preside el tribunal. Sin embargo, para cada causa se constituye un colegio llamado turno que consta de tres jueces; de ellos, uno es presidente, instructor y ponente en la causa. Para cada causa que llega al Tribunal se constituye un turno de modo rotatorio.
Los auditores con participación activa en la Rota, según fecha de nombramiento por el papa, son los siguientes:
Después del nombre, se pone la fecha del nombramiento papal (y entre paréntesis el lugar y la fecha de nacimiento)
- Alejandro Arellano Cedillo, 25/04/2007 (nacido en Olías del Rey, España, el 8/07/1962) (Decano de la Rota desde el 30/03/2021)
- Maurice Monier, 9/01/1995 (nacido en Saint-Pal-en-Chalecon, Francia, el 21/12/1952)
- Grzegorz Erlebach, 4/11/1997 (nacido en Lubliniec, Polonia, el 31/12/1954)
- Jair Ferreira Pena, 8/02/1999 (nacido en São Sebastião da Grama, Brasil, el 5/02/1956)
- Michael Xavier Leo Arokiaraj, 25/04/2007 (nacido en Mettuppatti, India, el 8/09/1958)
- David Maria Jaeger OFM, 12/04/2011 (nacido en Tel-Aviv, Israel, el 13/01/1955)
- Vito Angelo Todisco, 27/09/2011 (nacido en Sturno, Italia, el 8/10/1956)
- Felipe Heredia Esteban, 27/09/2011 (nacido en Logroño, España, el 21/12/1960)
- Davide Salvatori, 13/12/2011 (nacido en Bologna, Italia, el 11/07/1971)
- Alejandro W. Bunge, 7/04/2013 (nacido en Buenos Aires, Argentina, el 21/11/1951)
- Manuel Saturino da Costa Gomes SCI, 21/01/2014 (nacido en Machico, Madeira, Portugal, el 29/11/1952)
- Antonio Bartolacci, 21/01/2014 (nacido en Teramo, Italia, el 26/03/1962)
- Pietro Milite, 9/01/2015 (nacido en Nocera Inferiore, Italia, el 16/11/1970)
- José Fernando Mejía Yáñez MG, 22/02/2016 (nacido en Ciudad de México, México, el 25/02/1955)
- Miroslav Konštanc Adam OP, 22/02/2016 (nacido en Michalosve, Eslovaquia, el 2/08/1963)
- Francesco Viscome, 27/10/2016 (nacido en Crotone-Santa Severina, el 29/11/1967)
- Hans-Peter Fischer, 20/07/2017 (nacido en Friburgo, el 10/07/1961)
- Robert Gołębiowski, 19/07/2019 (nacido en Polonia, el 29/03/1962)
- Laurence John Spiteri 25/04/2022 (nacido en Malta, el 9/09/1950)
- Antonios Chouweifaty, 25/04/2022 (nacido en Líbano, el 20/02/1969)
- Pierangelo Pietracatella, 23/01/2023 (nacido en Nove Ligure, Italia, el 8/06/1969)
- Thomasz Kubiczek, 14/01/2025 (nacido en Dąbrowa Górnicza, Polonia, el 4 de diciembre de 1978)

### Oficiales
- Francesco Ibba (Defensor del Vínculo, desde 2015)
- Daniele Cancilla (Jefe de la Cancillería, 19/06/2017)
- - - - - - - - - (Jefe de Oficina "Super Rato".....)
- Maria Fratangelo (Defensora del Vínculo, 8/11/2018)
- Domenico Teti (Pronmotor de Justicia Adjunto, 18/10/2023)

## Estudio Rotal
La Rota también cuenta con el Estudio Rotal que es una escuela de postgrado para la formación de abogados eclesiásticos y ministros de los tribunales eclesiásticos (jueces, defensores del vínculo, etc.) Los exámenes y parte de las clases son en latín. Para iniciar es preciso ser al menos licenciado en Derecho Canónico, y los estudios duran tres años, aunque es preciso haber concluido el doctorado en Derecho Canónico antes del examen final. Aprobado dicho examen se obtiene el título de Abogado Rotal, que habilita al titular para el ejercicio como abogado en la Rota Romana y en los tribunales eclesiásticos de todo el mundo (cfr. Instrucción Dignitas Connubii, art. 105 § 2).

## Rota española
En España existe el Tribunal de la Rota de la Nunciatura Apostólica que, según algunos investigadores, tiene su origen en 1537. Este tribunal es un privilegio otorgado por la Sede Apostólica al pueblo católico español. Su razón de ser es facilitar a los españoles la solución de los conflictos en materia eclesiástica, incluidas las causas matrimoniales, dentro de España y sin tener que acudir a los tribunales romanos. Este ente judicial es propio y exclusivo de España. Actualmente este tribunal se regula por las normas dadas para su funcionamiento en 1999. Posee también un Estudio Rotal en el que durante un trienio se forman los abogados que quieren habilitarse para actuar en este tribunal.